# Lojarok
Lojarok (auch: Roji-To, South Loi Island) ist eine Insel des Kwajalein-Atolls in der Ralik-Kette im ozeanischen Staat der Marshallinseln (RMI).

## Geographie
Das Motu bildet zusammen mit dem nördlich anschließenden Loi, Bijinkur, Ebwaj, Ningi und Gugegwe und dem südlich anschließenden Ebeye einen Inselverband im südlichen Riffsaum des Atolls, der durch einen Fahrdamm (Ebeye to Gugeegue Causeway) miteinander verbunden ist.

## Klima
Das Klima ist tropisch heiß, wird jedoch von ständig wehenden Winden gemäßigt. Ebenso wie die anderen Orte der Kwajalein-Gruppe wird Lojarok gelegentlich von Zyklonen heimgesucht.